# Alberto Peral
Alberto Peral (Santurtzi, Biscaia, 1966) és un artista basc.

## Biografia
Va començar a destacar en el principi dels anys 90. Des de la seva primera exposició individual a la Fundació Joan Miró de Barcelona en el 1992 fins avui, ha creat un recorregut conceptual que l'ha portat a transitar per una gran diversitat de medis, des del dibuix, la fotografia o l'escultura, fins a la instal·lació i el vídeo, d'aquesta manera ens intenta mostrar la bellesa de les formes més simples i essencials i el poder simbiòtic que contenen aquestes.

## Obra
A través de l'essencialisme que troba en la naturalesa i en la cultura com a manifestacions d'un ordre còsmic que l'artista abstreu i ens el presenta dotat d'una intensa sensualitat material, convida a la reflexió a través de les seves obres. Segons ell, el millor mètode per a fer art és l'organització dels conceptes, ja que serà la idea del projecte la que marcarà a l'artista com fer la seva obra.
L'obra d'Alberto Peral es caracteritza per la utilització de formes senzilles a les quals càrrega d'un suggerent potencial simbòlic. Per mitjà del color o de la geometria pretén expressar plantejaments conceptuals d'una gran complexitat però partint sempre d'idees molt subtils que aspiren a un ideal de bellesa absolut. Treballa tant el suport videogràfic com el fotogràfic o el dibuix, però potser són les seves produccions en el gènere escultòric la part del seu treball més coneguda.

### Superfície
Superfície (1992) va ser exposada a l'Espai 10 de la Fundació Joan Miró de Barcelona entre el 3 de desembre de 1992 i el 10 de gener de 1993. Aquesta fou la primera mostra individual de l'artista, que va exposar junt amb la també basca Ana Laura Aláez, en la qual va efectuar una revisió sobre les possibilitats de la figuració en l'escultura, tot realitzant un recorregut des de l'abstracció cap a la figuració, utilitzant el cap humà com a motiu escultòric.

### Bailando
Bailando (2007) es pot considerar com una de les seves obres més importants. Aquesta consisteix en la filmació en 16 mm d'una sèrie de balls del repertori d'un grup de danses tradicionals. Són danses on l'origen és incert encara que la seva estructura pot ser datada al segle xix. L'artista s'interessa en el ball com a construcció, on els ritmes es van acoblant amb una estructura interna, tancada i unitària. Els balls han estat elegits per la seva estructura circular. Els ballarins roten i creen formes que poden recordar a estructures còsmiques. De fet el seu significat inicial sembla una forma de comunicar-se amb el cosmos, de manera que per la seva visió s'ha optat pel punt de vista zenital. El resultat relaciona aquestes formes tant amb estructures moleculars, com amb les cúpules barroques o els diagrames tàntrics indis. Peral mostra unes obres en què els balls es transformen en un diagrama expansiu, en un nucli o punt d'energia, on música, forma i dansa constitueixin un tot, un principi generador. L'obra fou exposada el 2007 al Museo Reina Sofia.

## Exposicions destacades
Selecció:
- 2015 - Nudos, Fundació Suñol, Barcelona
- 2011 - Múltiples, Espacio Marzana, Bilbao
- 2010 - Red, Arco 2010, Madrid
- 2007 - Bailando, Museu Reina Sofia, Madrid
- 2006 - Time, Galeria Helga de Alvear, Madrid
- 2005 - Estrechamientos, Sala Carlos III, Universitat de Navarra, Pamplona
- 2004 - El cuerpo sutil, Galeria Senda, Barcelona
- 2003 - Cuatro Montañas, Galeria Helga de Alvear, Madrid
- 2000 - Paisaje (amb Jesús Palomino), Espai cúbic, Fundació Pilar i Joan Miró, Palma
- 1997 - Rotadores, Centre Cultural Tecla Sala (L'Hospitalet de Llobregat) i Sala Rekalde, Bilbao
- 1992 - Superficie (amb Ana Laura Alaez), Espai 13, Fundació Joan Miró